# Ravniște, Sofia
Ravniște (în bulgară Равнище) este un sat în comuna Praveț, regiunea Sofia,  Bulgaria. 

## Demografie
Componența etnică a satului Ravniște
     Bulgari (73,41%)
     Romi (25,79%)
     Nicio identificare (0,79%)
     Altele (0%)
La recensământul din 2011, populația satului Ravniște era de 252 locuitori. Din punct de vedere etnic, majoritatea locuitorilor (73,41%) erau bulgari, cu o minoritate de romi (25,79%). Pentru 0,79% din locuitori nu este cunoscută apartenența etnică.